# Simon Hugh Holmes
Pour les articles homonymes, voir Simon Holmes et Holmes.
Simon Hugh Holmes (né le 30 juillet 1831, décédé le 14 octobre 1919 à Halifax) était un éditeur, avocat et homme politique néo-écossais qui fut premier ministre de cette province canadienne de 1878 à 1882. Il est enterré au Cimetière de Camp Hill, à Halifax.